# Grön fältmätare
Grön fältmätare (Chloroclysta miata) är en fjärilsart som beskrevs av Carl von Linné 1758. Grön fältmätare ingår i släktet Chloroclysta och familjen mätare. Arten är reproducerande i Sverige. Inga underarter finns listade i Catalogue of Life.

## Bildgalleri

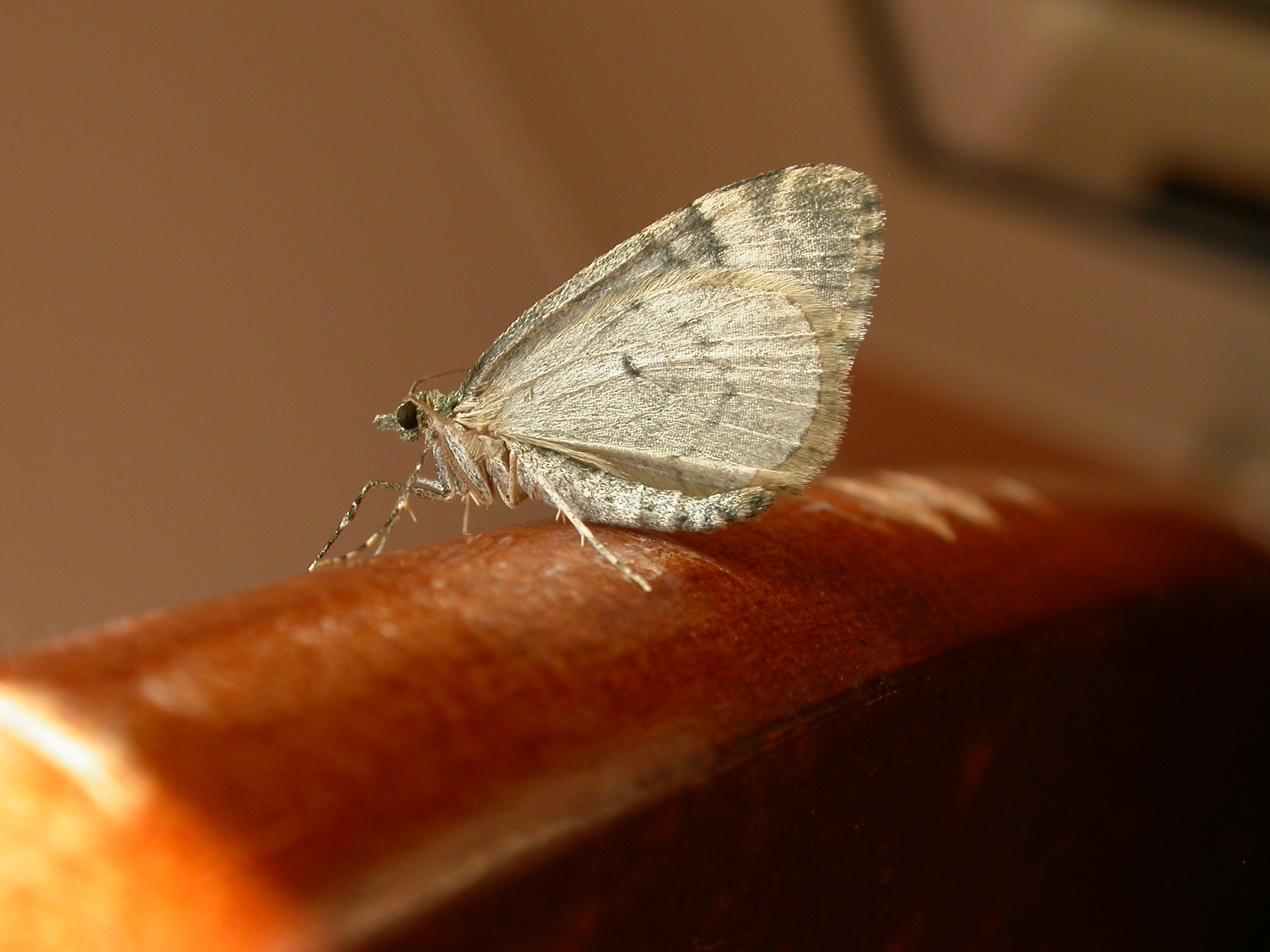